# Herbert Weitemeier
Herbert Weitemeier (* 12. März 1935; † 10. Juli 1998) war ein deutscher Maler.

## Leben
Sein Vater zeigte Weitemeier, wie man zeichnet. Nach Kriegsbeginn sah er den Vater nur noch, wenn der Urlaub von der Front bekam. Mit sieben Jahren war Weitemeiers Tagesrhythmus vom Bombenalarm beherrscht.
Ende 1944 wurden er und sein Bruder nach Aussig (heute Ústí nad Labem in Tschechien) zu einer entfernten Verwandten gebracht. Dort schien alles ruhig, die Tante war nett, aber war eines Tages verschwunden. Weitemeier und sein Bruder zogen mit den Flüchtlingsströmen zurück nach Berlin und erlebten sechs Monate lang Furchtbares. Von Tieffliegern, Toten, Prügel und Gebrüll hat Weitemeier später immer wieder träumen müssen. Sie landeten nach ihrer Flucht in einem Heim, in dem sie von Nonnen bewacht und misshandelt wurden. Trotzdem konnten die beiden fliehen. Weitemeier machte zunächst eine Lehre als Tischler, brach sie aber ab. Er bestand die Aufnahmeprüfung an der Kunsthochschule, ohne Abitur gemacht zu haben.
Weitemeier studierte von 1957 bis 1959  an der Hochschule für bildende Künste Berlin bei Hans Jaenisch und Aktzeichnen bei Ernst Schumacher. Von 1959 bis 1960 studierte er an der École des Beaux-Arts in Paris und hielt sich dann zwölf Jahre lang in Vallauris (Südfrankreich) auf. Dank Traudbert Erbe, Peter Sauernheimer und Weitemeier wurde  die Gaststätte „Die kleine Weltlaterne“ in der Kohlfurter Straße in Kreuzberg 1961 zur Künstlerkneipe. Sie hatten vorgeschlagen, dort ihre Bilder aufzuhängen. Wenn er zu viel malte, geriet er in finanzielle Not und musste sein Hab und Gut verpfänden und abends bei Kerzenlicht sitzen – nur damit er mehr Farbe und Leinwand kaufen konnte. Oft malte er auf großen Sperrholzplatten, die er mit dunkel bemalten Leisten als Rahmen versah. Beinahe ausschließlich verwendete er große Bildformate, für die er eine Leiter brauchte. Die Wirtin seiner Stammkneipe "Kleinen Weltlaterne" überredete er, Bilder von ihm und anderen Malern auszustellen. Daraus wurde eine ganze Bewegung, die Kreuzberger Bohème.
Von 1972 bis 1998 hatte er ein Atelier und eine Wohnung in Berlin.
Weitemeier war Realist, die abstrakte Kunst sagte ihm nichts.
Die Retrospektive in der Mairie von Vallauris in Südfrankreich im Jahre 1997 war für Weitemeier ein wichtiger Schlusspunkt, weil er aus gesundheitlichen Gründen nicht mehr malen konnte. Er verstarb 1998 in Berlin. Zu seinen Werken gehören auch einige Mauerbilder.
Weitemeier gehörte zum Umfeld und Freundeskreis der Berliner Malerpoeten.

## Gruppenausstellungen (Auswahl)
- 1962 „Grafik 62“ im Rathaus Kreuzberg, Berlin
- 1971–1986 1. Mai-Salon im Haus am Lützowplatz, Berlin
- 1972–1973 Beteiligung Kunstmesse Berlin
- 1973 Große Kunstausstellung im Haus der Kunst, München
- 1975 Berliner Maler und Bildhauer in Brasilien
- 1978 „Berliner Realisten“ in der Majakowski Galerie, Berlin
- 1979 NBK Nationalgalerie, Berlin
- 1979 Große Orangerie Schloss Charlottenburg Berlin
- 1982 „Aufbau und Verfall“ Haus am Lützowplatz, Berlin
- 1984 Beteiligung am Otto-Nagel-Kunstpreis, Berlin
- 1985 Berliner Maler in Ägypten
- 1985 Neuerwerbungen der Berlinischen Galerie, Staatliche Kunsthalle Berlin
- 1986–1987 Verein Berliner Künstler
- 1987 Wanderausstellung zur 750-Jahr-Feier (Berlin-Wien-Amsterdam-Nijmegen-London-Istanbul-Paris-Los Angeles-Zürich)
- 1987 Galerie Birgit Waller, Bremen
- 1987  Europäische Malerei, Brüssel
- 1988 Galerie Michael Schultz, Berlin
- 1990–1991 „Mauerfall“ Wanderausstellung Riga-Moskau-Tiflis[6]

## Einzelausstellungen
- 1963 Kleine Weltlaterne[2]
- 1969 Galerie Kreuzberger Forum, Berlin
- 1965 Galerie Vernissage, Berlin
- 1968 Foyer de Jeunesse, Vallauris
- 1979 Kleine Orangerie Schloss Charlottenburg, Berlin
- 1981, 1983 Galerie Schwarz auf Weiß, Berlin
- 1982 Galerie Artificium, Berlin
- 1982 Galerie Art und Form, Berlin
- 1983 Galerie am Havelufer, Berlin
- 1986 Galerie Adlung und Kaiser, Berlin
- 1987 Galerie im Gropiusbau, Berlin
- 1989 Schering Kunstverein, Berlin
- 1990 Friedrichstädtische Galerie Berlin
- 1991 Galerie Croce, Rom
- 1995, 2007 Galerie ZONE F, Berlin
- 1997 Mairie, Vallauris[6]

## Auszeichnungen
- 1982 Charlottenburger Kunstpreis[2]

## Werke im öffentlichen Besitz
- Berlinische Galerie, Berlin
- NBK Graphotek, Berlin
- Graphotek Charlottenburg-Wilmersdorf, Berlin
- Senat von Berlin
- Heimatmuseum Wedding, Berlin
- Museum „Haus am Checkpoint Charlie“, Berlin
- FHXB Friedrichshain-Kreuzberg Museum, Berlin